# آتلانتیک سیتی (نیوجرسی)
آتلانتیک سیتی (به انگلیسی: Atlantic City) شهری در ایالت نیوجرسی کشور ایالات متحده آمریکا است که جمعیت آن در سرشماری سال ۲۰۱۰ میلادی، ۳۹٬۵۵۸ نفر بوده‌است.

## نگارخانه

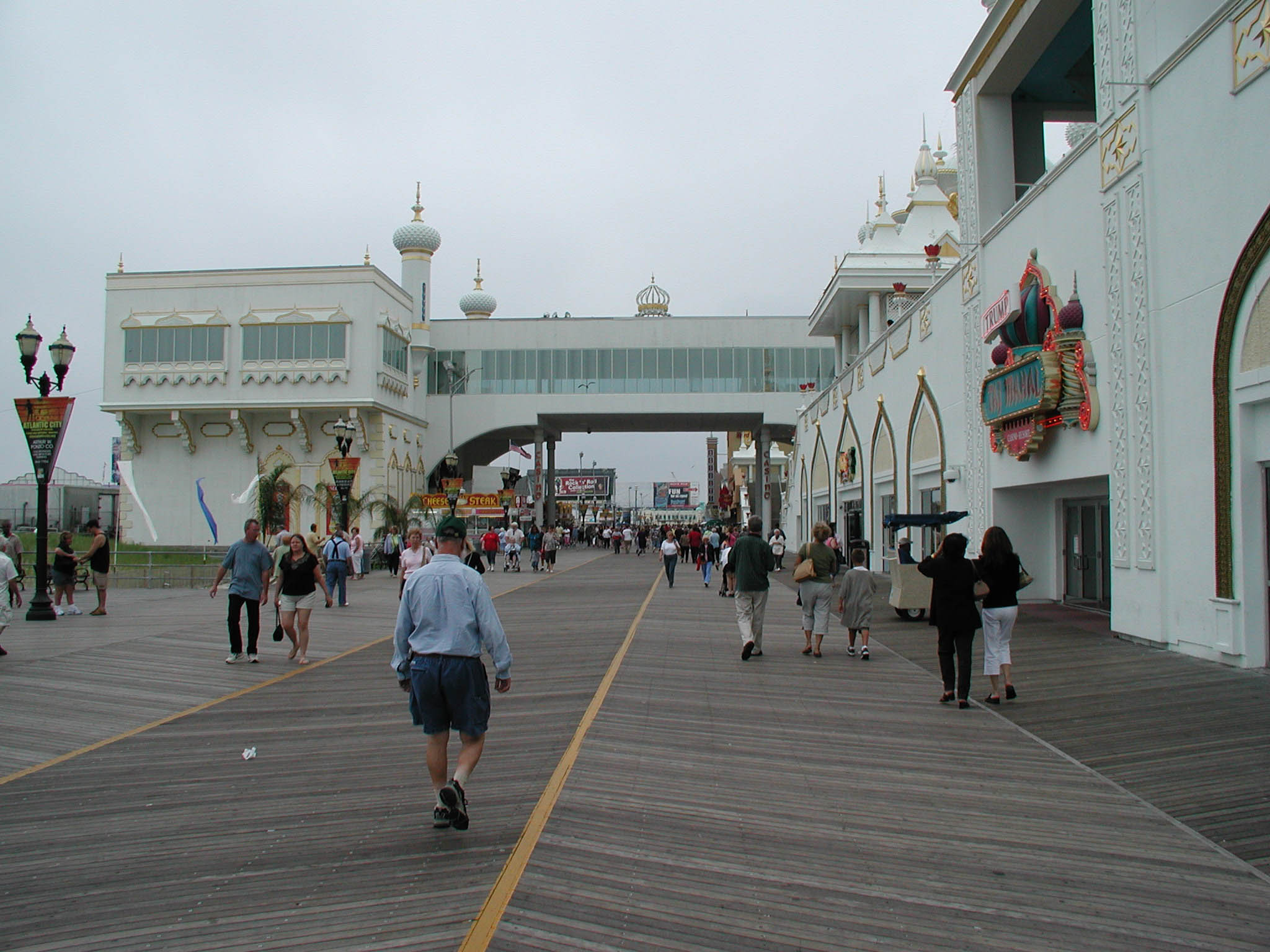
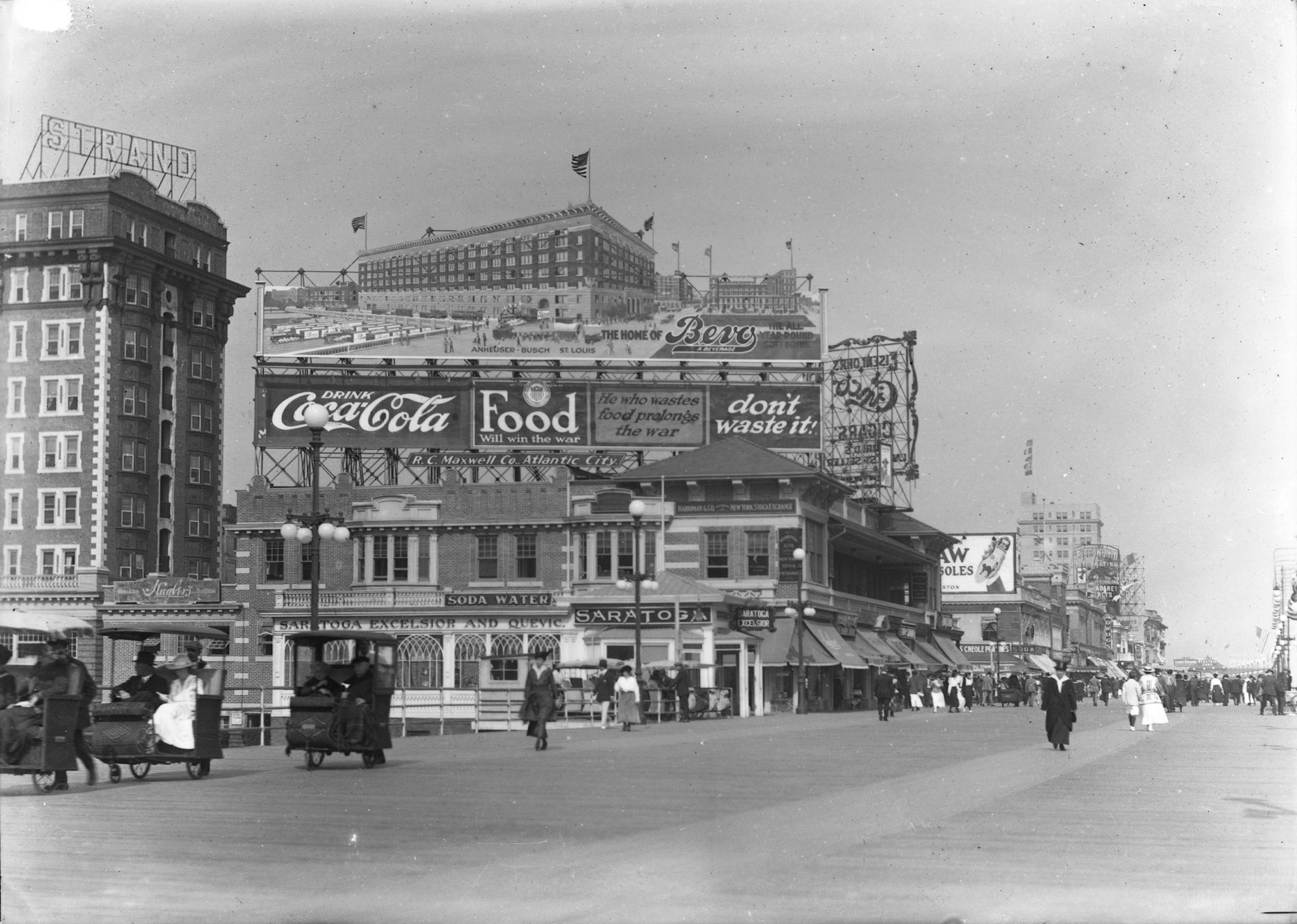
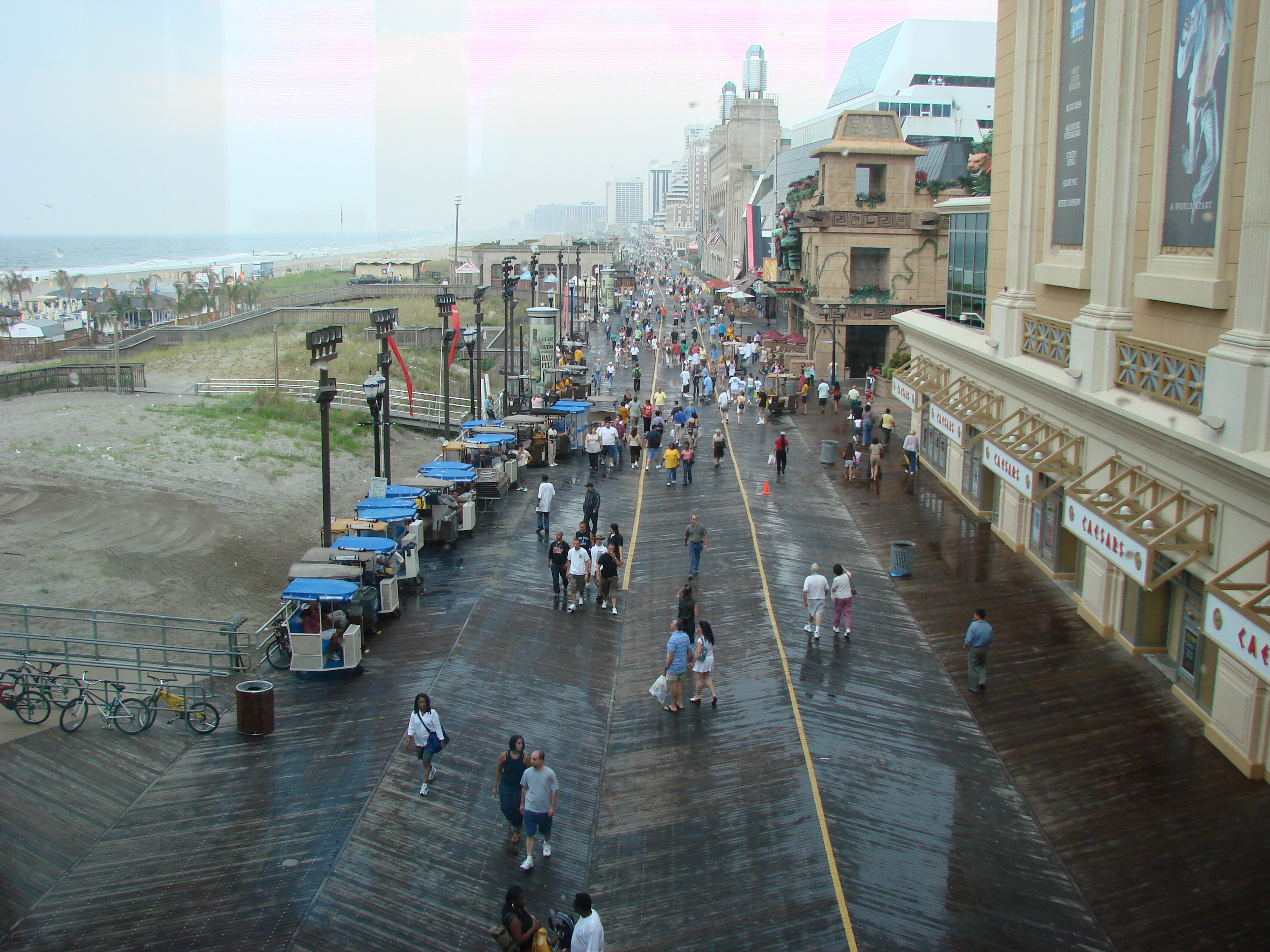
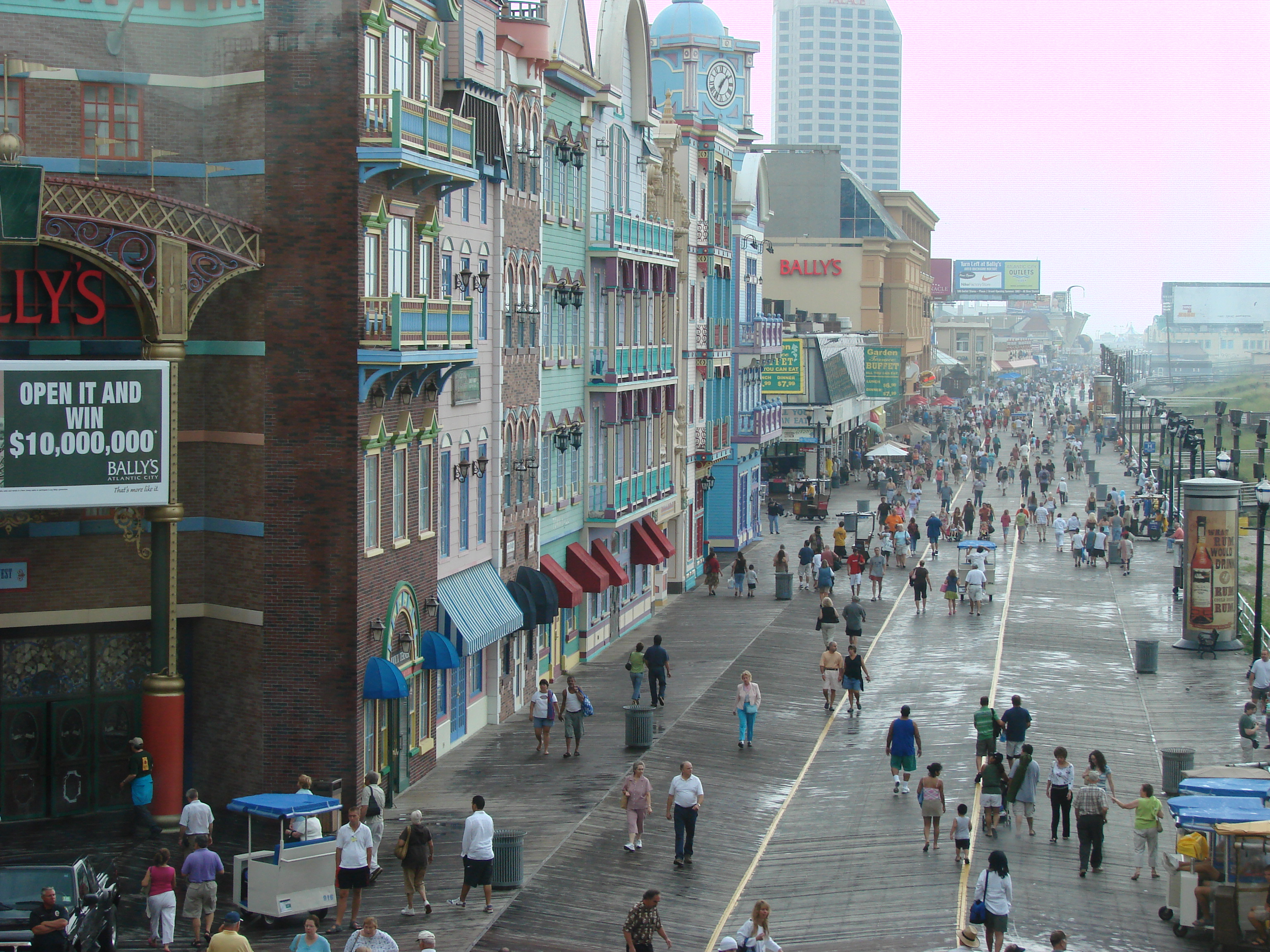
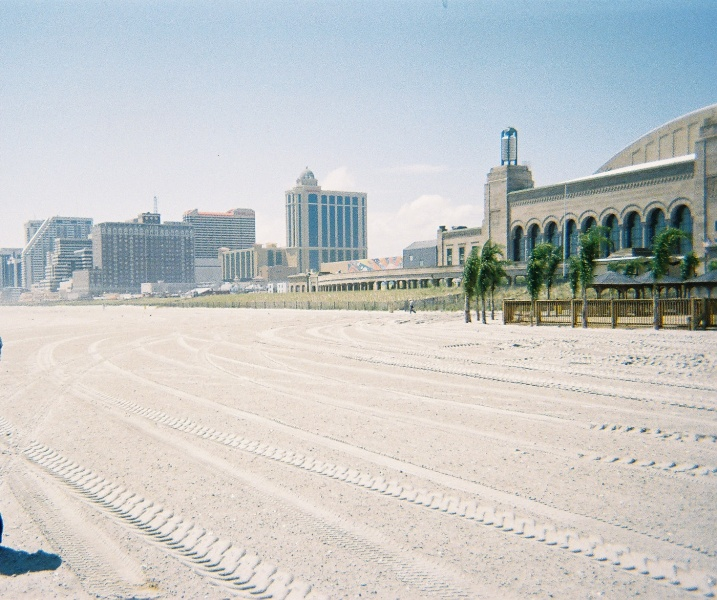
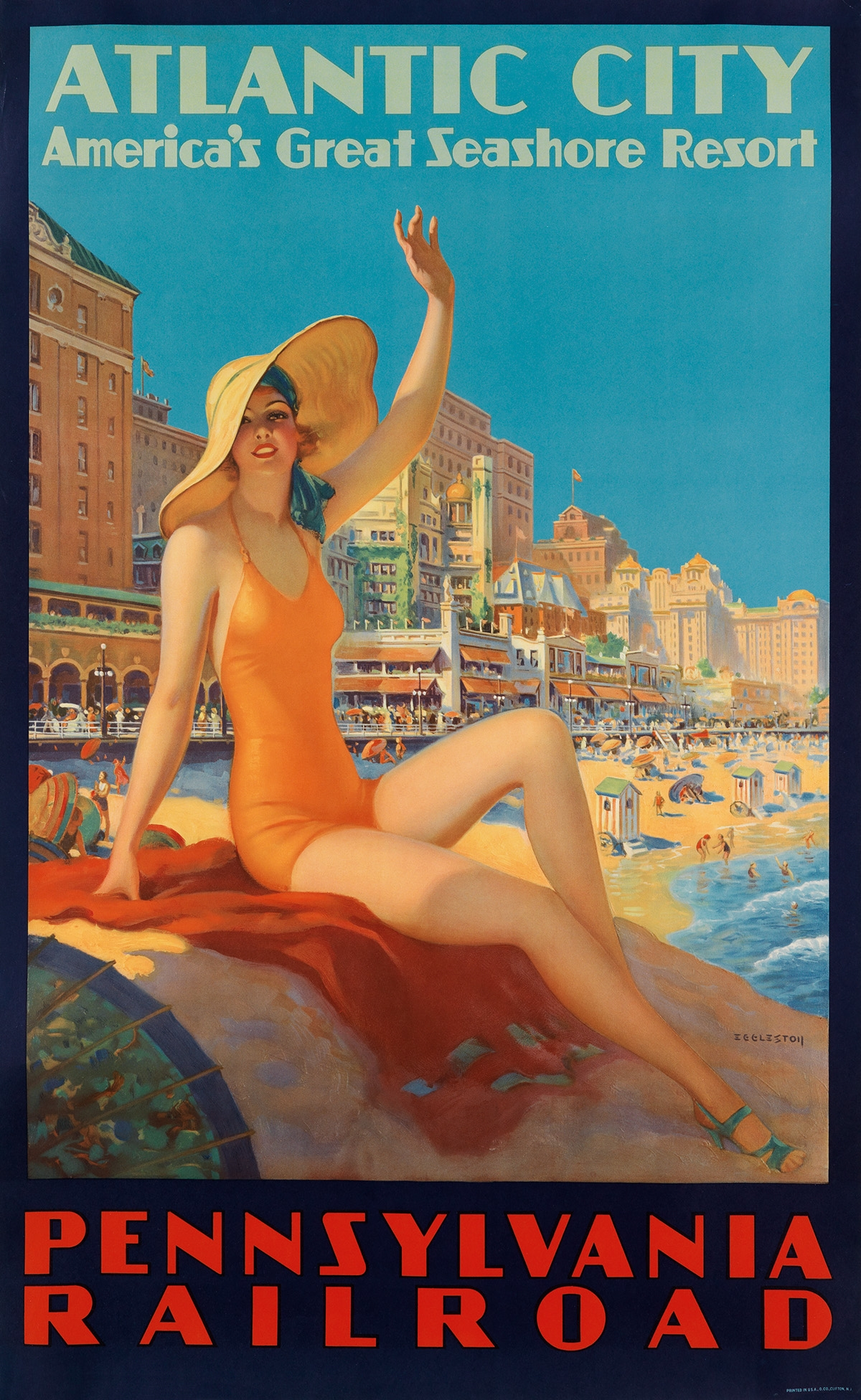
پوستر ۱۹۳۵ برای آتلانتیک سیتی و راه‌آهن پنسیلوانیا
اثر ادوارد ماسون اگلستون